# Schweizer Filmpreis/Bester Darsteller
Sämtliche Gewinner des Schweizer Filmpreises in der Kategorie Bester Darsteller sind:
| Jahr      | Preisträger                                                                                           | für den Film                                                                                          | Nominierungen                                                                                         |
| --------- | --- | --- | --- |
| 2000      | Stefan Suske                                                                                          | Grosse Gefühle                                                                                        | Jean-Pierre Gos in Jonas und Lila (Jonas et Lila, à demain) Jacques Roman in Attention aux chiens     |
| 2001      | Bruno Ganz                                                                                            | Brot und Tulpen                                                                                       | Pinkas Braun in Komiker Roger Jendly in La Beauté sur la terre                                        |
| 2002      | Michael Finger                                                                                        | Utopia Blues                                                                                          | Mathias Gnädinger in Lieber Brad Julien George in Potlatch                                            |
| 2003      | Mathias Gnädinger                                                                                     | Big Deal                                                                                              | Manfred Liechti in Im Namen der Gerechtigkeit Mike Müller in Ernstfall in Havanna                     |
| 2004–2007 | Nominierungen und Preisvergabe in den gemischtgeschlechtlichen Kategorien Beste Haupt- und Nebenrolle | Nominierungen und Preisvergabe in den gemischtgeschlechtlichen Kategorien Beste Haupt- und Nebenrolle | Nominierungen und Preisvergabe in den gemischtgeschlechtlichen Kategorien Beste Haupt- und Nebenrolle |
| 2008      | Bruno Cathomas                                                                                        | Chicken Mexicaine                                                                                     | Beat Marti in I was a Swiss Banker Bruno Todeschini in 1 Journée                                      |
| 2009      | Dominique Jann                                                                                        | Luftbusiness                                                                                          | Nils Althaus in Happy New Year Rafael Carlucci in Zufallbringen                                       |
| 2010      | Antonio Buíl                                                                                          | Cœur Animal                                                                                           | Roeland Wiesnekker in Der Fürsorger oder Das Geld der Anderen Bruno Ganz in Giulias Verschwinden      |
| 2011      | Scherwin Amini                                                                                        | Stationspiraten                                                                                       | Fabian Krüger in Ein Sommersandtraum Andrea Zogg in Sennentuntschi                                    |
| 2012      | Max Hubacher                                                                                          | Der Verdingbub                                                                                        | Nils Althaus in Eine wen iig, dr Dällebach Kari Saladin Dellers in Silberwald                         |
| 2013      | Kacey Mottet Klein                                                                                    | Winterdieb (L’enfant d’en haut)                                                                       | Fabian Krüger in Rosie Fabian Krüger in Verliebte Feinde                                              |
| 2014      | Marcus Signer                                                                                         | Der Goalie bin ig                                                                                     | Stefan Kurt in Akte Grüninger Patrick Lapp in Les grandes ondes (à l'ouest)                           |
| 2015      | Sven Schelker                                                                                         | Der Kreis                                                                                             | Baptiste Gilliéron in Pause Benjamin Lutzke in Chrieg                                                 |
| 2016      | Patrick Lapp                                                                                          | La vanité                                                                                             | Bruno Ganz in Heidi Wolfram Berger in Rider Jack                                                      |
| 2017      | Bruno Ganz                                                                                            | Ein Jude als Exempel                                                                                  | Urs Jucker in Der Frosch Max Simonischek in Die göttliche Ordnung                                     |
| 2018      | Max Hubacher                                                                                          | Mario                                                                                                 | Stefan Kurt in Papa Moll und die Entführung des fliegenden Hundes Sven Schelker in Goliath            |
| 2019      | Joel Basman                                                                                           | Wolkenbruch                                                                                           | Max Hubacher in Der Läufer Max Simonischek in Zwingli                                                 |
| 2020      | Sven Schelker                                                                                         | Bruno Manser – Die Stimme des Regenwaldes                                                             | Joel Basman in Der Büezer Luc Bruchez in Das Flirren am Horizont (Le milieu de l’horizon)             |
| 2021      | nicht vergeben                                                                                        | | |
| 2022      | Pablo Caprez                                                                                          | Soul of a Beast                                                                                       | Joel Basman in Stürm: Bis wir tot sind oder frei Sven Schelker in Und morgen seid ihr tot             |
| 2023      | Manfred Liechti                                                                                       | Peter K. – Alleine gegen den Staat                                                                    | Michael Neuenschwander in A Forgotten Man Simon Wisler in Drei Winter                                 |
| 2024      | Karim Barras                                                                                          | Bisons                                                                                                | Antonio Buíl in Vous n’êtes pas Ivan Gallatin Maxime Valvini in Bisons                                |
| 2025      | David Constantin Dimitri Krebs                                                                        | Tschugger – Der lätscht Fall Landesverräter                                                           | Stefan Merki in Friedas Fall                                                                          |